# 伊努维亚卢特人
伊努维亚卢特人（英語：Inuvialut），表达单数为“伊努维亚卢克”（英語：Inuvialuk，意为：“真正的人”），或称为西加拿大因纽特人，是居住在加拿大北极地区西部的因纽特人。和其他所有的因纽特人一样，他们都是从阿拉斯加向东迁移的图勒人的后代。他们的家园“伊努维亚卢特定居区”覆盖了从阿拉斯加边界开始，经过北冰洋海岸线、波福特海，越过阿蒙森灣，包括一些加拿大西部的北极群岛，以及内陆社区阿克拉维克和部分育空地区。这片土地在1984年被伊努维亚卢特最终协议划定。